# I. e. 124
Évszázadok: i. e. 3. század – i. e. 2. század – i. e. 1. század
Évtizedek: i. e. 170-es évek – i. e. 160-as évek – i. e. 150-es évek – i. e. 140-es évek – i. e. 130-as évek – i. e. 120-as évek – i. e. 110-es évek – i. e. 100-as évek – i. e. 90-es évek – i. e. 80-as évek – i. e. 70-es évek
Évek: i. e. 129 – i. e. 128 – i. e. 127 – i. e. 126 –  i. e. 125 – i. e. 124 – i. e. 123 – i. e. 122 – i. e. 121 – i. e. 120 – i. e. 119

## Események

### Róma
- Caius Cassius Longinust és Caius Sextius Calvinust választják consulnak.
- Marcus Fulvius Flaccus proconsul az Alpokon túli Galliában sikeresen harcol a ligurok, a vocontusok és a salluviusok ellen.
- Africa provinciában járvány dúl, amely állítólag 200 ezer áldozatot szed.

### Hellenisztikus birodalmak
- Egyiptomban VIII. Ptolemaiosz és II. Kleopátra kibékül egymással, a belháború véget ér.

### Parthia
- I. Artabanosz pártus király meghal a jüecsikkel való háborúban. Utóda fia, II. Mithridatész.

### India
- Meghal Vaszumitra, a Sunga Birodalom királya. Utóda Bhadraka (vagy Odraka).

### Kína
- Vej Csing hadvezér éjszaka, meglepetésszerűen rátámad a határ közelében portyázó hsziungnu trónörökösre és nagy győzelmet arat. 15 ezer foglyot ejt, köztük számos hsziungnu nemest fog el. A császár hadserege fővezérévé emeli Vej Csinget.

## Születések
- Bithüniai Aszklepiadész, görög orvos
- Marcus Livius Drusus, római politikus

## Halálozások
- I. Artabanosz, pártus király
- Vaszumitra, a Sunga Birodalom királya

## Fordítás
- Ez a szócikk részben vagy egészben  a(z)   124 av. J.-C. című francia Wikipédia-szócikk ezen változatának fordításán alapul.  Az eredeti cikk szerkesztőit annak laptörténete sorolja fel. Ez a jelzés csupán a megfogalmazás eredetét és a szerzői jogokat jelzi, nem szolgál a cikkben szereplő információk forrásmegjelöléseként.